# Tabeirós

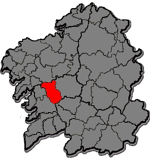
Comarca de Tabeirós - Terra de Montes.

Santiago de Tabeirós es una parroquia del sur del ayuntamiento español de La Estrada, en la provincia de Pontevedra, ubicada en la Comunidad Autónoma de Galicia.

## Etimología
Aparece documentado como "Taberiolos" en el año 569. Según E. Bascuas, el topónimo "Tabeirós" sería derivado de la base paleoeuropea *tab(h)- o *taw-, derivada de la raíz hidronímica indoeuropea *tā- "derretirse, fluir".

## Contexto geográfico
Pertenece a la Comarca de Tabeirós - Tierra de Montes; limita con las de Nigoy, Somoza, Ouzande, Guimarey, Cereijo, Vinseiro y Parada. En 1842 tenía una población de hecho de 561 personas; en los veinte años que van de 1986 a 2006 la población pasó de 603 a 383 personas, lo cual significó una pérdida del 36,48%.
A pesar de que se considera a Tabeirós - Tierra de Montes de manera diferenciada a la vecina Comarca del Deza, se las suele englobar como si constituyesen una misma comarca, llamada Deza-Tabeirós.